# Бондаренко Вадим Дмитрович
Вади́м Дми́трович Бондаре́нко (позивний «Фенікс»; 12 грудня 1973, Туркменістан — 3 травня 2023, Новосілка) — капітан Збройних сил України, начальник автослужби 91-го окремого протитанкового дивізіону.

## Життєпис
Народився 12 грудня 1973 село Кеші,Туркменія (СРСР) у родині військового. В Україну переїхав до бабусі з дідусем у 1988 році.
3 травня 2023 року виконуючи бойове завдання та здійснюючи збройний супротив біля села Новосілка Волноваського району віддав життя за народ України.

## Нагороди та відзнаки
- Нагрудний знак Головнокомандувача ЗСУ «Сталевий хрест» (24.01.2023).[1]

## Галерея

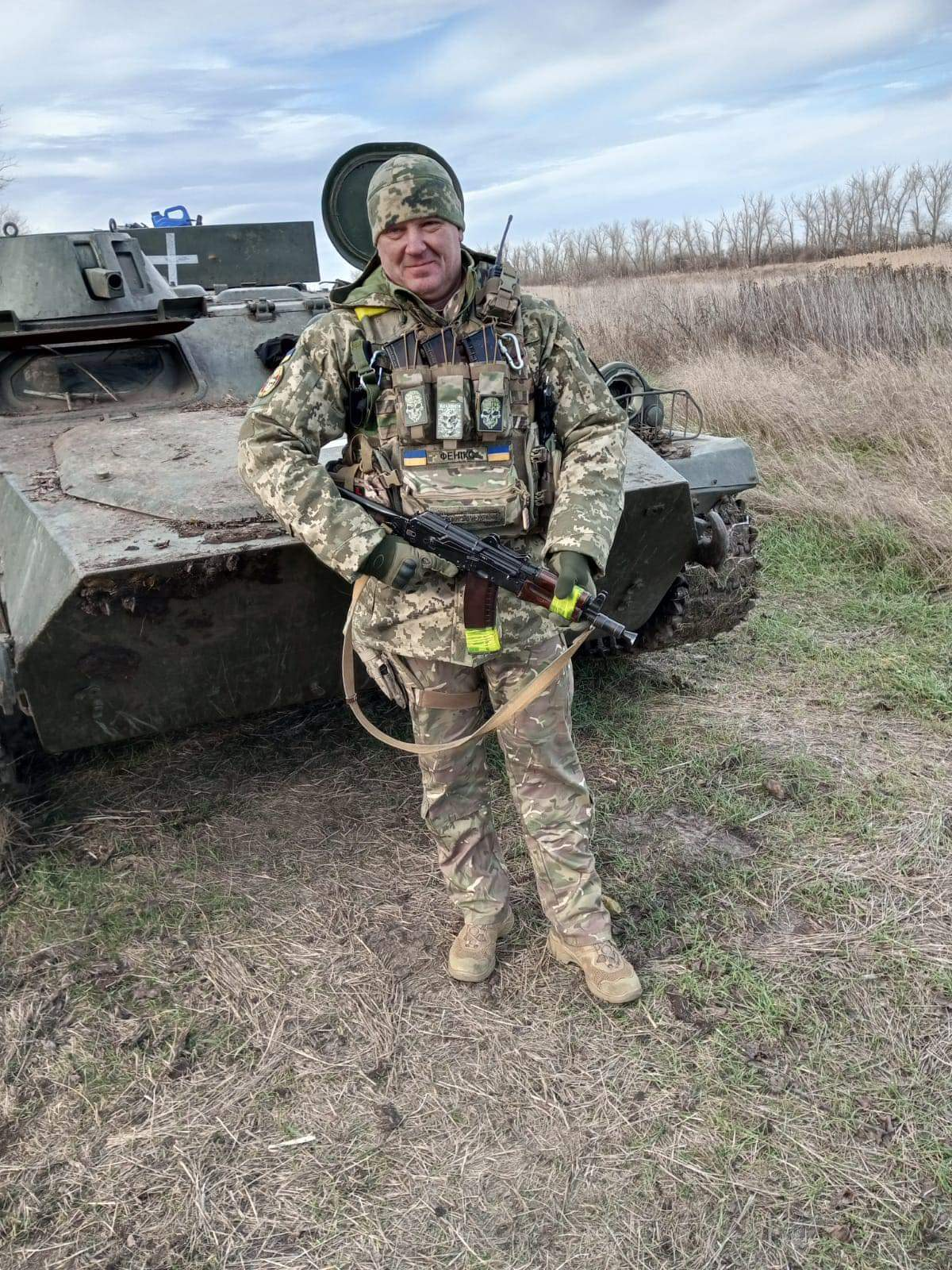
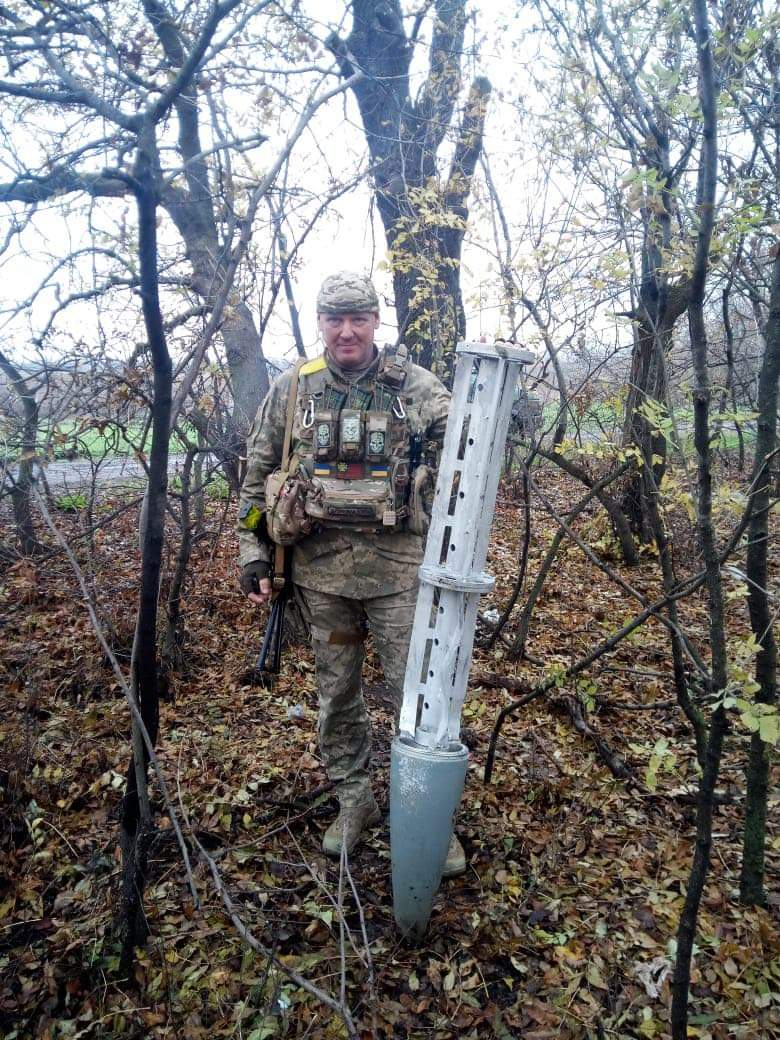